# Écoles Cinéma Club
Pour les articles homonymes, voir Action Écoles.
L'Écoles Cinéma Club — anciennement nommé Action Écoles, Le Desperado puis Écoles 21 — est une salle de cinéma d'art et d'essai indépendant situé au 23, rue des Écoles, dans le 5e arrondissement de Paris. 
Cinéma spécialisé dans les productions des patrimoines français, américain et italien, il œuvre également à la diffusion des cinémas du monde, notamment d'Afrique et d'Asie, en proposant des films récents et des ciné-clubs à thème ainsi que des festivals.

## Historique
Le cinéma est ouvert en octobre 1977 après la reprise et la restructuration de plusieurs petits commerces (librairie, agence de voyages) pour créer deux salles, dont l'une est baptisée Nickel Écoles, et se consacre à la présentation de films américains en reprise. En 1982, les deux salles s'unissent en un nom unique. Elles deviennent des salles du groupe Action Cinéma.
En 2011, le réalisateur Jean-Pierre Mocky rachète le cinéma Action Écoles et le rebaptise Le Desperado. Une large place est alors faite dans la programmation au cinéma français classique ainsi qu'aux films de Mocky.
Le cinéma est racheté et renommé Écoles 21 le 1er juillet 2017 par Ronald Chammah, déjà propriétaire du Christine 21. Fermé pour travaux le 20 février 2019, le cinéma rouvre le 5 juin suivant sous le nom Écoles Cinéma Club.

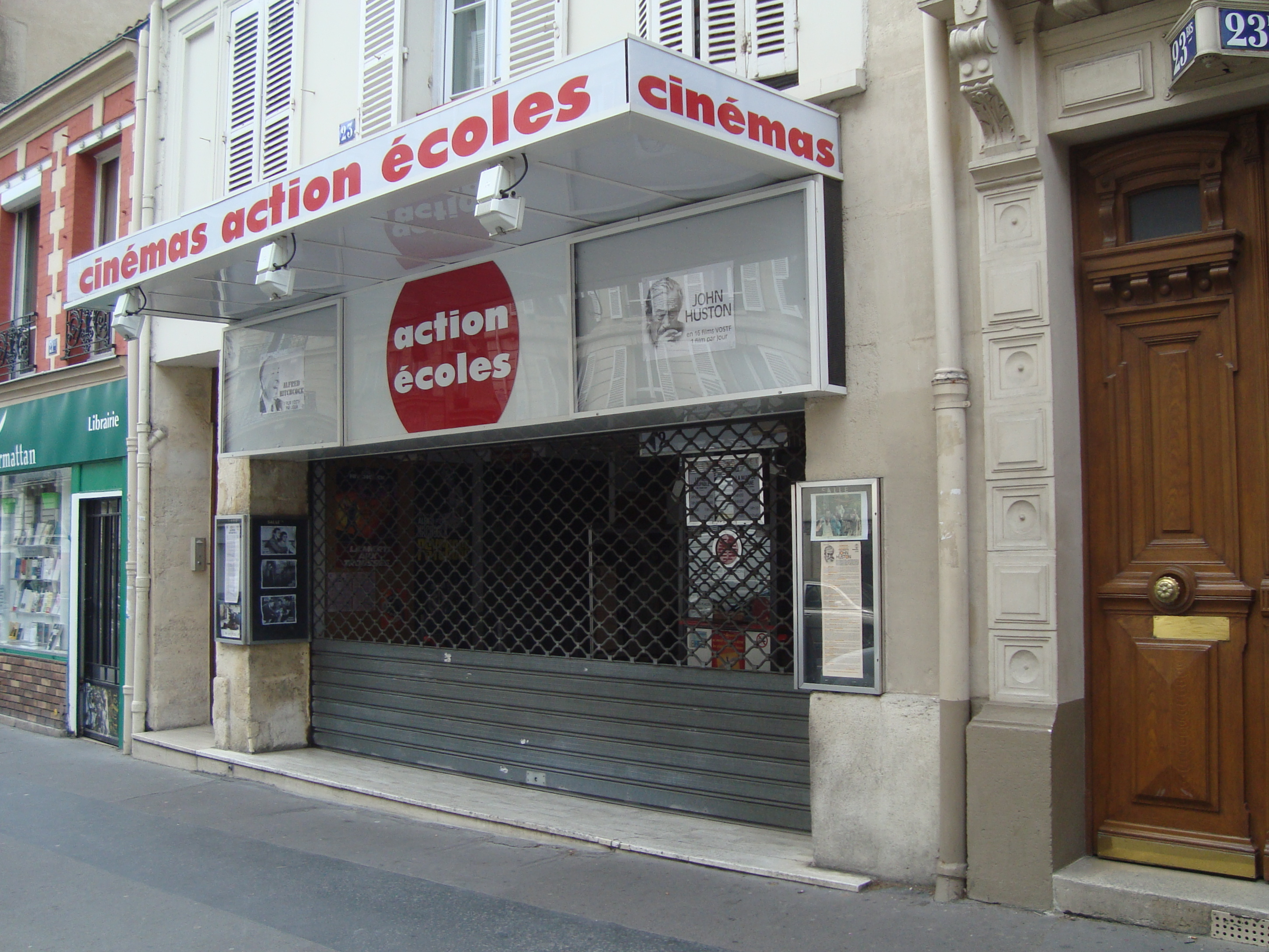
La façade de l'ancien Action Écoles en 2010.
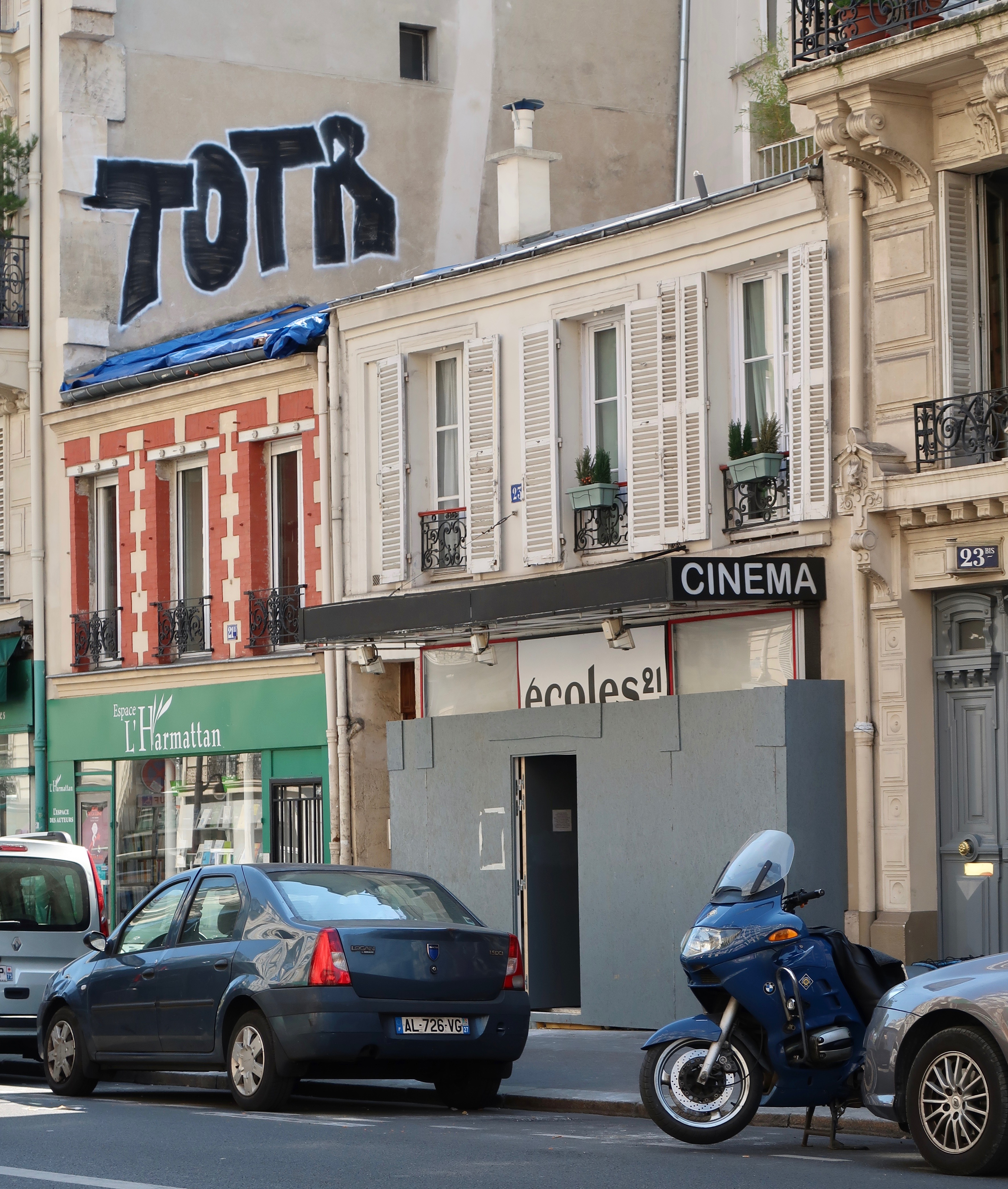
La façade de l'ancien Écoles 21 en travaux en 2019.

## Accès
L'Écoles Cinéma Club est accessible par les lignes 7 et 10 du métro de Paris à la station Jussieu et par la ligne 10 aux stations Maubert -Mutualité ou Cardinal Lemoine.